# Litargus vestitus
Litargus vestitus är en skalbaggsart som beskrevs av Sharp 1879. Litargus vestitus ingår i släktet Litargus och familjen vedsvampbaggar. Inga underarter finns listade i Catalogue of Life.